# Mishna

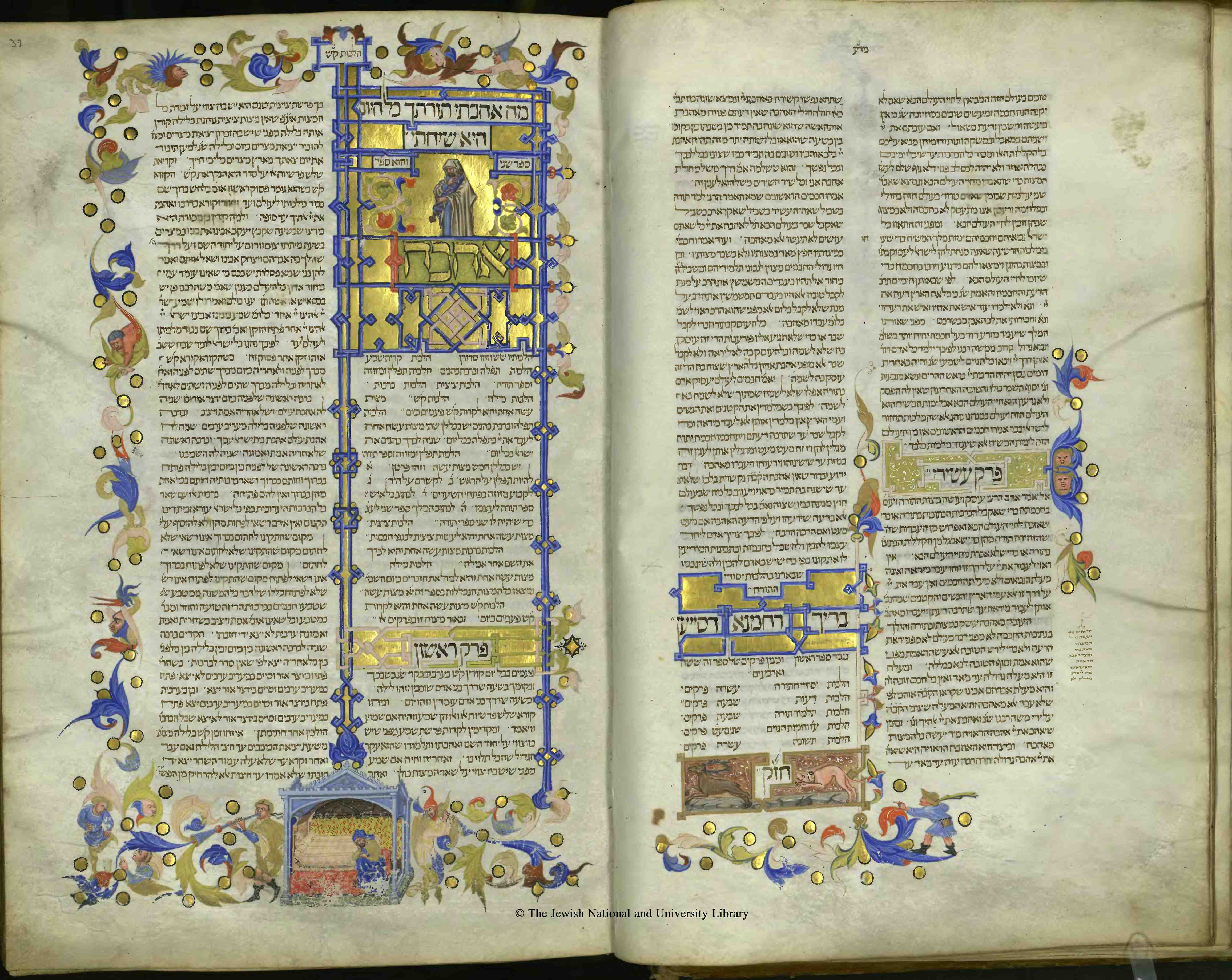
Mishna eller Mishné Torá

Mishna eller Mishnah (hebreiska משנה "upprepning", "att studera och betänka", men även "sekundär") är det första skrivna verket som sammanfattar den judiska lagen (Torah) och tolkningen av lagen som tidigare förts vidare genom muntlig tradition (som då som nu kallas muntlig torah). Enligt Talmud sammanfattades det av Juda hanasi på 200-talet för att bevara denna kunskap, då det fanns en risk att den annars skulle gå förlorad på grund av förtryck.
Mishna tillsammans med de skriftlärdas kommentarer utgör Talmud.

## Beskrivning
Mishna hävdar inte att det är en utveckling av nya lagar, utan snarare en samling av de redan tidigare existerande traditionerna. Vid den tid som Mishna nedtecknades var tolkningen av lagen invecklad, varför Mishna kom att bli en betydelsefull utgångspunkt för lärda diskussioner om lagen. En av anledningarna till att den kallas sekundär är att den anses vara sekundär till Tanach, som en bas att basera halacha på, men även som ett verktyg för att utforma nya lagar enligt halacha. 
Mishna lär ut den muntliga traditionen med hjälp av exempel, genom att presentera olika fall och hur dessa dömdes. Fallen har oftast även med den debatt som visar hur rabbinen/rabbinerna resonerade och även hur de baserade sin dom på tidigare regler, mitzvot, och Torah. På detta sätt visar den vardagligt följande av mitzvot så som det lades fram i Torah, med syftet att täcka alla aspekter av en människas liv, men även att tjäna som ett exempel för framtida domar. Något som sågs som mycket viktigt var att visa en pragmatisk följning av halacha, något som det var stort behov av i tiden efter att det andra templet hade förstörts (år 70).
Baraita betecknar en tradition i judisk muntlig lag som ingår inte i Mishna.

## Sex stycken
Mishna är uppdelad i sex huvudavdelningar (sedarim, singular seder סדר), vilka innehåller sju till tolv avsnitt (masechtot, singular masechet מסכת). Totalt är det 63 avsnitt, vilka är vidare uppdelade i kapitel och paragrafer.
De sex avdelningarna är följande:
1. Zeraim (זרעים): tar upp böner, välsignelser och lagar rörande jordbruk (elva avsnitt).
2. Moed (מועד): lagar rörande sabbat och andra högtider (tolv avsnitt).
3. Nashim (נשים): rörande giftermål, skilsmässa och vissa typer av eder samt lagar rörande naziriteeden (sju avsnitt).
4. Nezikin (נזיקין): berör civil- och strafflagar, hur domstolar ska fungera och eder (tio avsnitt).
5. Kodashim (קדשים): handlar om offerriter, templet och vad som är kosher (elva avsnitt).
6. Toorot (טהרות): diskuterar rituell renhet (tolv avsnitt).

Ordet Mishnah kan även syfta på en enskild paragraf eller vers i Mishna, det vill säga den minsta delen.

## Mishna och Mishne Tora
Mishna ska inte blandas samman med Mishne Tora (’Upprepning av Tora’). Den senare sammanställdes under 1100-talet av Moses Maimonides, som en systematisk kodifiering av  lagarna i Torahn, följd av ett arbete om de 613 mosaiska budorden, Sefer hamitzvot (’Budens bok’).